# Lally Hoffmann
Lally Hoffmann (født 2. december 1945) er en dansk cand.mag., forfatter og journalist. 
Hoffmann blev cand.mag. i fransk og russisk fra Københavns Universitet i 1975 og Master of Arts in Broadcasting fra San Francisco State University i 1978. 
Hun har siden 1980 fungeret som reporter i Frankrig for DR og siden TV 2. I perioden 1993-1997 fungerede hun som TV 2's faste korrespondent i Paris og er stadig fast tilknyttet stationen. Tidligere har hun været chef for TV 2's faktaafdeling.